# SAR-3000
Statki ratownicze typu SAR-3000 – seria trzech polskich statków ratowniczych, wchodzących do służby w Morskiej Służbie Poszukiwania i Ratownictwa w latach 2011-2012. 

## Historia
Statki typu SAR-3000 zostały zamówione w ramach programu rozwoju służb ratownictwa morskiego na lata 2007–2010. Stanowią większy typ statku ratowniczego Morskiej Służby Poszukiwania i Ratownictwa, uzupełniający szybkie łodzie typu SAR-1500, i są w tym zakresie następcami kutrów ratowniczych typu R-27. Projekt techniczny, wzorowany na jednostkach niemieckich tej klasy, opracowało biuro Naval Engineering & Design (późniejsze Remontowa Marine Design & Consulting). Po raz pierwszy po dłuższej przerwie w praktyce polskiego przemysłu okrętowego projekt, dokumentację wykonawczą i budowę zrealizowały tylko polskie przedsiębiorstwa.
29 grudnia 2006 roku podpisano umowę na budowę dwóch jednostek w Stoczni Marynarki Wojennej (SMW) w Gdyni. Stępkę pod budowę prototypu położono 28 września 2007 roku. Podwykonawcą w zakresie konstrukcji aluminiowej była firma Alumare ze Świnoujścia. Przewidywano oddanie statków do 2008 i 2009 roku, lecz terminy uległy opóźnieniu, między innymi z powodu problemów finansowych SMW. 17 listopada 2009 roku zlecono budowę trzeciej jednostki Stoczni Północnej w Gdańsku (od 2011 roku: Remontowa Shipbuilding), którą sfinansowano w większości ze środków Unii Europejskiej (33 mln zł na ogólny koszt prawie 39 mln zł).

## Statki
| Nazwa  | Stocznia                    | Położenie stępki | Wodowanie    | Odbiór              | Baza        |
| ------ | --------------------------- | ---------------- | ------------ | ------------------- | ----------- |
| Orkan  | Stocznia Marynarki Wojennej | 28. 09. 2007     | 11. 06. 2010 | 15. 03. 2011        | Ustka       |
| Pasat  | Stocznia Marynarki Wojennej | 28. 12. 2007     | 6. 09. 2010  | 30. 06. 2011        | Świnoujście |
| Sztorm | Remontowa Shipbuilding      | 29. 09. 2010     | 30. 09. 2011 | 18. 03. 2012 (plan) | Hel         |

## Opis

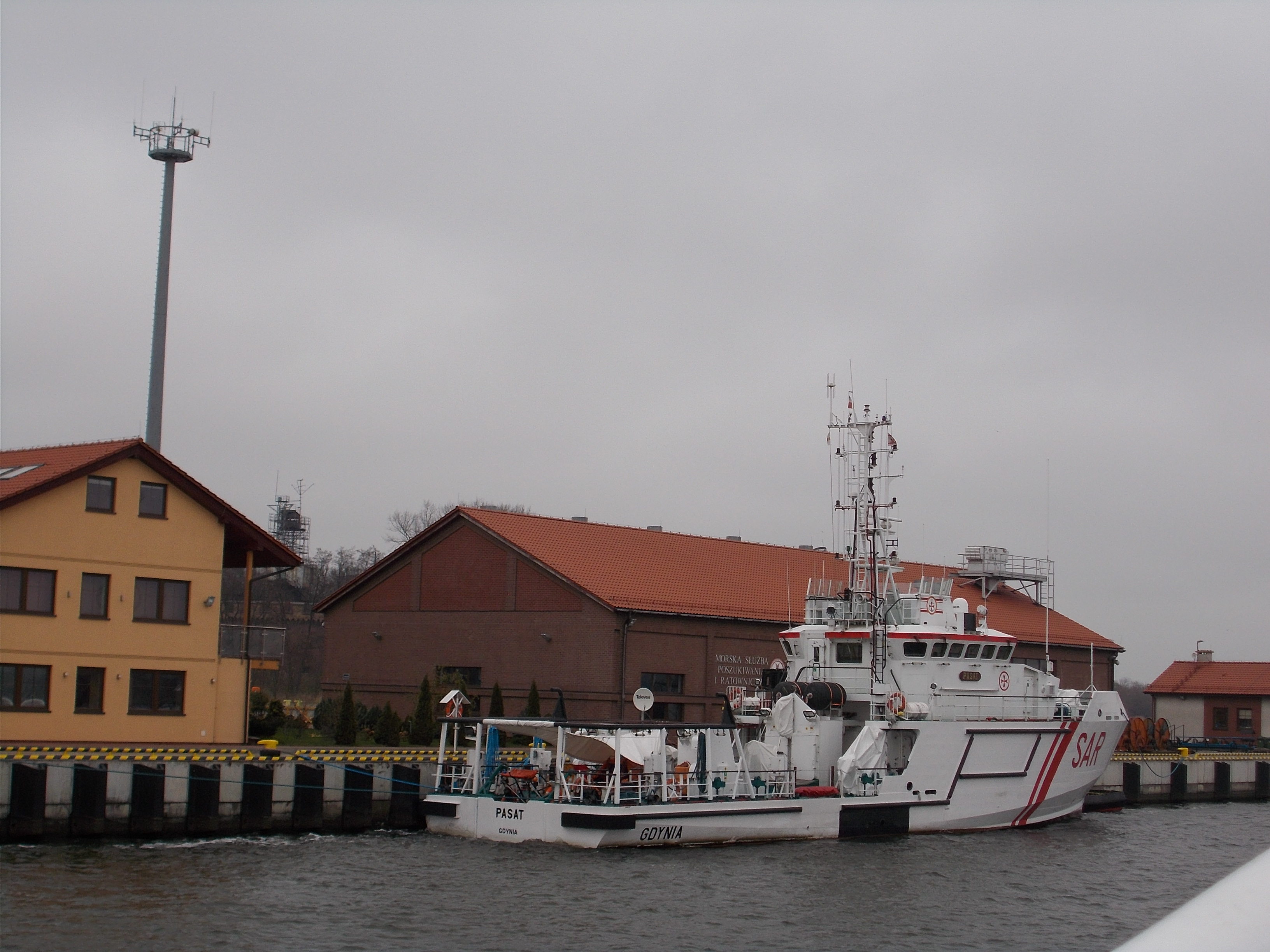
„Pasat” od rufy

Statki charakteryzują się kadłubem z podwyższonym pokładem dziobowym, zapewniającym większą dzielność morską, i obniżonym pokładem głównym na rufie, ułatwiającym podnoszenie rozbitków oraz służącym do przenoszenia łodzi. Kadłub ma wzmocnienia i zwiększoną grubość poszycia w części dziobowej, umożliwiające żeglugę w pokruszonym lodzie. Przy zamkniętych włazach, statek może powrócić do normalnego położenia i kontynuować działania po wywróceniu dnem do góry. Statki są klasyfikowane przez Polski Rejestr Statków i mają klasę *KM Rescue Vessel II AUT NAV 1. Konstrukcję kadłuba i nadbudówki wykonano ze stopów aluminium. Nadbudówka jest dwukondygnacyjna, z obszernym mostkiem zintegrowanym, zapewniającym obserwację okrężną. Pośrodku mostka ma stanowisko koordynator akcji ratowniczej, który odciąża dowódcę jednostki w zakresie dowodzenia akcją. Na dachu nadbudówki znajduje się odkryty pokład namiarowy z zapasowym stanowiskiem kierowania. Na statku znajduje się pomieszczenie pomocy medycznej. Na rufie znajduje się slip dla łodzi, zamykany podnoszoną furtą w pawęży, a nad nim rama do prowadzenia holu.
Siłownię tworzą trzy silniki wysokoprężne, napędzające trzy śruby. Dwa silniki MTU 16V 2000 M72 o mocy po 1440 kW są marszowe, a centralny MTU 12V 4000 M90 o mocy 2040 kW zapewnia moc szczytową. Silniki umieszczone są w dwóch przedziałach: centralny bliżej dziobu, a zewnętrzne za nim. Zewnętrzne śruby są nastawne, a środkowa ma stały skok. Siłownia jest bezobsługowa, sterowana z mostka. Przy użyciu wszystkich silników statek osiąga prędkość maksymalną 24 węzły. Prędkość krążownicza wynosi 15 węzłów. Jednostki mają dwa stery płytowe z maszynami sterowymi produkcji Hydrosteru z Gdańska, oraz dziobowy ster strumieniowy Schottel. Energię elektryczną zapewniają dwa agregaty prądu przemiennego Volvo Penta D9MG/HCM 434C o mocy po 160 kW.
Wyposażenie nawigacyjne obejmuje dwa radary i mapę elektroniczną Furno. Poszukiwanie rozbitków ułatwia głowica optroniczna SeaFLIR z kamerami podczerwieni i dzienną i dalmierzem laserowym, trzy reflektory Francis Searchlights i system nasłuchu z czterema mikrofonami kierunkowymi. Do podnoszenia rozbitków służą dwie automatyczne burtowe siatki ratownicze Janson Cradle podnoszone przez żuraw hydrauliczny Plfinger Systems PK6500M. Na rufie znajduje się wodowana za pomocą slipu łódź typu Maritime Partner Weedo 600 FRB, napędzana pędnikiem strugowodnym i zabierająca do 15 osób. Maksymalnie statek może zabrać 150 rozbitków. Wyposażony jest również w armatkę wodną FJM-MAN i generator piany gaśniczej firmy Skum. Posiada także wciągarkę holowniczą o uciągu na palu 27 ton, pozwalającą na holowanie jednostek o długości 25 metrów (w rzeczywistości również większych). Autonomiczność wynosi 5 dób.

## Służba
Pierwsze dwa statki weszły do służby w 2011 roku. „Orkan” bazuje w Ustce, gdzie zastąpił starszy i mniejszy kuter „Powiew” typu R-17 (do 1995 roku służył tam „Huragan” typu R-27). „Pasat” natomiast bazuje w Świnoujściu, gdzie zastąpił kuter „Cyklon” typu SAR-1500 (do 1999 roku służył tam „Sztorm-2” typu R-27). „Sztorm” został oddany do służby w 2012 roku, zastępując w porcie Hel starszy „Sztorm-2” typu R-27.